# Seth Carlo Chandler
Seth Carlo Chandler (Boston, 16 de setembro de 1846 — Wellesley (Massachusetts), 31 de dezembro de 1913) foi um astrônomo estadunidense.

## Vida
Durante seu último ano no ensino médio ele realizou cálculos matemáticos para Benjamin Peirce, do Harvard College Observatory.
Depois de se formar, tornou-se assistente de Benjamin A. Gould. Gould foi diretor do Departamento de Longitude do programa US Coast Survey, um programa de pesquisa geodésica. Quando Gould saiu para se tornar diretor do observatório nacional na Argentina, Chandler também saiu e tornou-se atuário. No entanto, ele continuou a trabalhar em astronomia como amador afiliado ao Harvard College Observatory.
Chandler é mais lembrado por sua pesquisa sobre o que hoje é conhecido como a oscilação de Chandler. Sua pesquisa sobre o movimento polar durou quase três décadas.
Chandler também fez contribuições para outras áreas da astronomia, incluindo estrelas variáveis. Ele co-descobriu independentemente a nova T Coronae Borealis, melhorou a estimativa da constante de aberração e calculou os parâmetros orbitais de asteróides e cometas .
As suas contribuições para o campo da astronomia lhe renderam uma homenagem que deu a uma cratera lunar o seu nome.

## Homenagens
- 1894 - Medalha James Craig Watson[4]
- 1896 - Medalha de Ouro da Royal Astronomical Society[5]